# Наалеху
Наалеху (гав. Naʻālehu — букв. «вулканический пепел») — статистически обособленная местность, расположенная на острове Гавайи в округе Гавайи (штат Гавайи, США).
Почтовый индекс США для Наалеху 96772.

## География
Согласно Бюро переписи населения США статистически обособленная местность Наалеху имеет общую площадь 5,6 квадратных километров, относящихся к суше.

## Демография
По данным переписи населения за 2000 год в Наалеху проживало 919 человек, насчитывалось 290 домашних хозяйств, 209 семей и 332 жилых дома. Средняя плотность населения составляла около 164,5 человек на один квадратный километр.
Расовый состав Наалеху по данным переписи распределился следующим образом: 8,38 % белых, 0,33 % — чёрных или афроамериканцев, 0,11 % — коренных американцев, 45,59 % — азиатов, 13,82 % — коренных жителей тихоокеанских островов, 31,45 % — представителей смешанных рас, 0,33 % — других народностей. Испаноговорящие составили 5,44 % населения.
Из 290 домашних хозяйств в 31,7 % — воспитывали детей в возрасте до 18 лет, 54,1 % представляли собой совместно проживающие супружеские пары, в 11 % семей женщины проживали без мужей, 27,9 % не имели семьи. 25,9 % от общего числа семей на момент переписи жили самостоятельно, при этом 12,1 % составили одинокие пожилые люди в возрасте 65 лет и старше. В среднем домашнее хозяйство ведут 3,17 человек, а средний размер семьи — 3,77 человек.
Население Наалеху по возрастному диапазону (данные переписи 2000 года) распределилось следующим образом: 30,6 % — жители младше 18 лет, 7,7 % — между 18 и 24 годами, 23,4 % — от 25 до 44 лет, 21,8 % — от 45 до 64 лет и 16,5 % — в возрасте 65 лет и старше. Средний возраст жителей составил 36 лет. На каждые 100 женщин приходилось 96,8 мужчин, при этом на каждые сто женщин 18 лет и старше приходилось 96,3 мужчин также старше 18 лет.

## Экономика
Средний доход на одно домашнее хозяйство Наалеху составил 31 750 долларов США, а средний доход на одну семью — 36 694 доллара. При этом мужчины имели средний доход в 23 625 долларов в год против 20 125 долларов среднегодового дохода у женщин. Доход на душу населения составил 11 755 долларов в год. 20,4 % от всего числа семей в местности и 16,8 % от всей численности населения находилось на момент переписи за чертой бедности, при этом 22 % из них были моложе 18 лет и 6,6 % в возрасте 65 лет и старше.

## Объекты
В поселении размещена одна из нескольких управляющих станций наземной связи частной компании «Бигелоу Аэроспейс», которая используется для связи с её космическими аппаратами на земной орбите.

## Фотогалерея

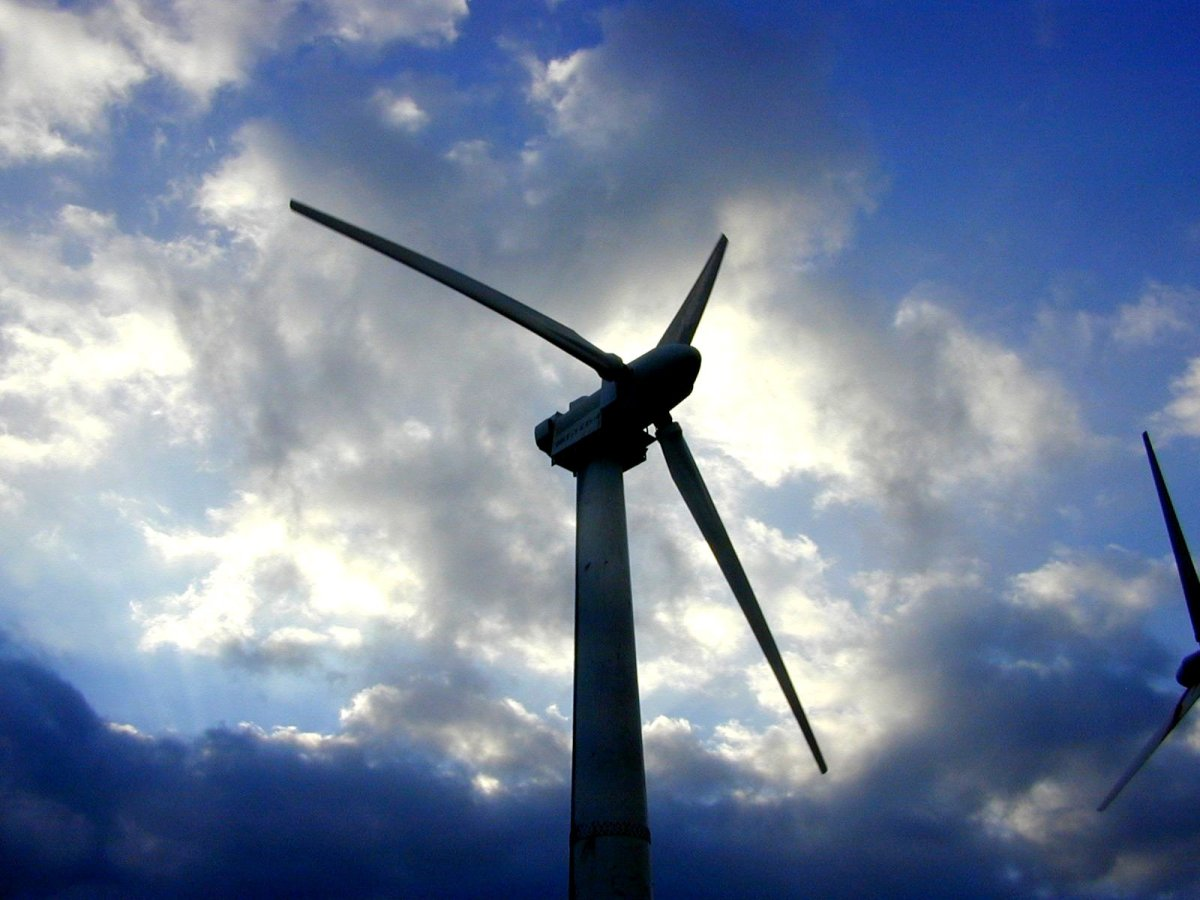
Ветряная электростанция
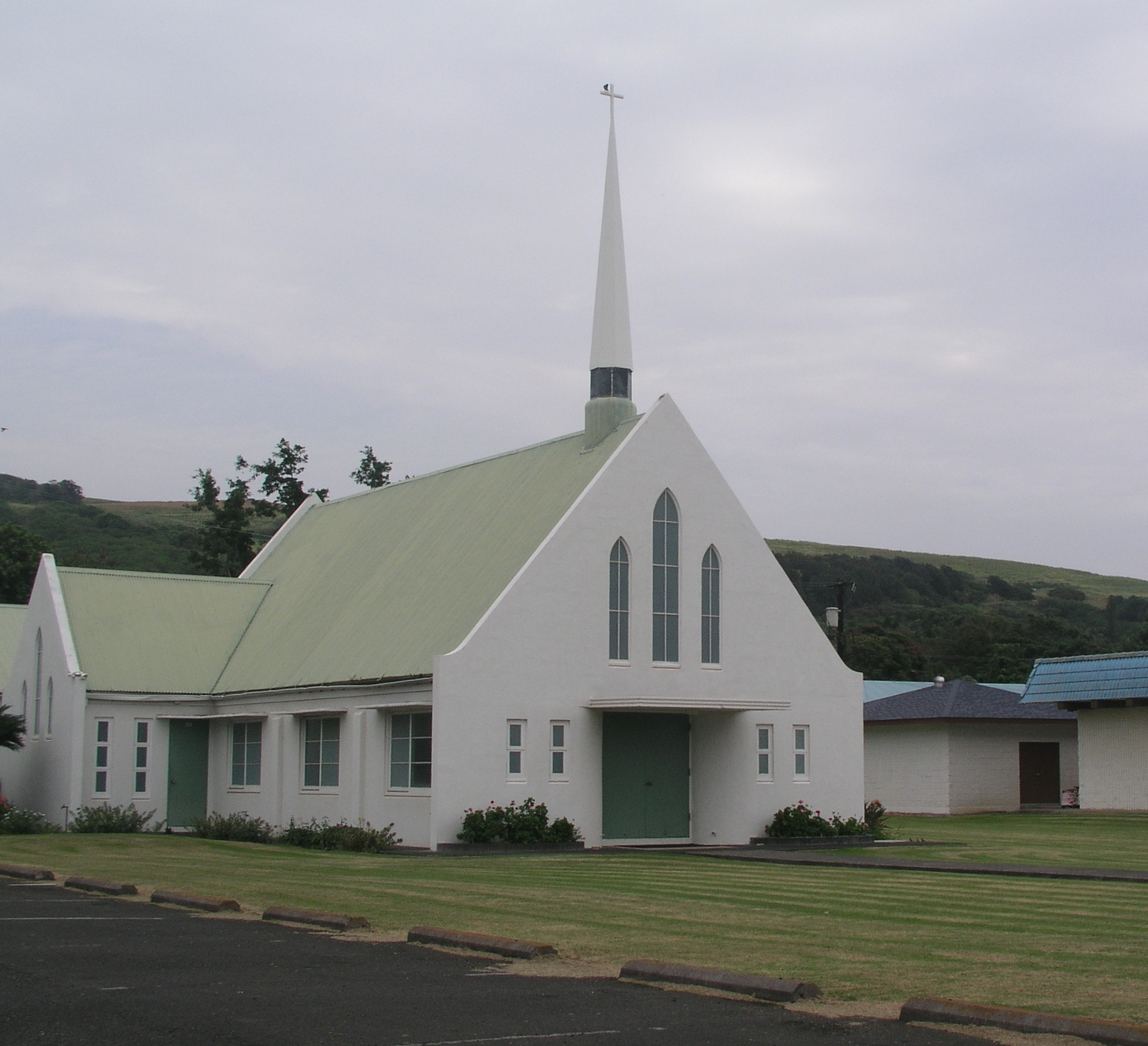
Дом молитвы Объединённой методистской церкви Наалеху